# Callynomes niveosparsa
Callynomes niveosparsa är en skalbaggsart som beskrevs av Mohnike 1873. Callynomes niveosparsa ingår i släktet Callynomes och familjen Cetoniidae. Inga underarter finns listade.